# Rio Nuñez

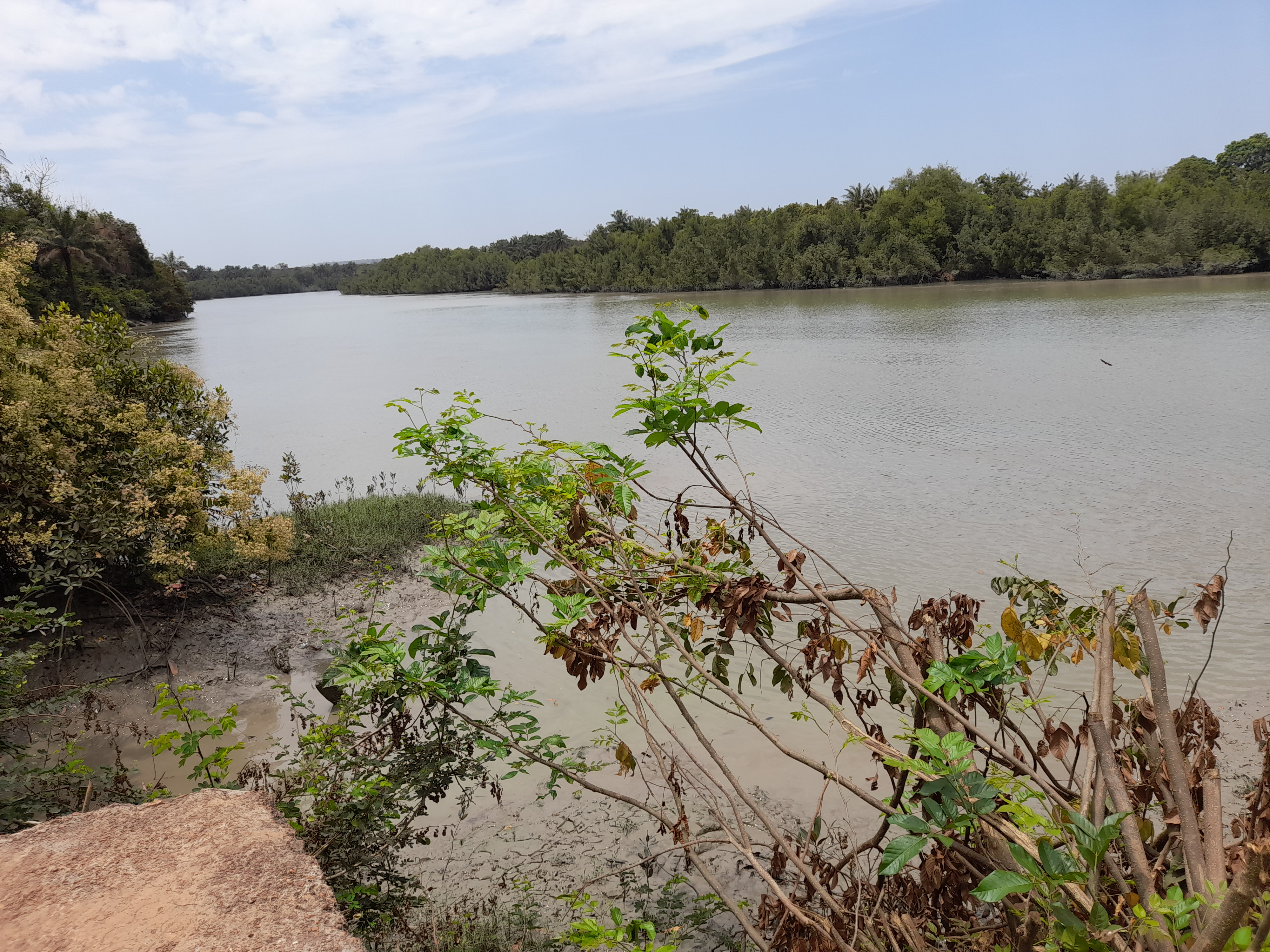
Rio Nuñez

De Rio Nunez of Kakandé is een rivier in Guinee. De rivier doorstroomt de regio Boké, in het noordwesten van het land. Als oorsprong rekent men de samenvloeiing van Koua en Gouniou (10° 54′ 6″ NB, 13° 50′ 16″ WL). De rivier wordt daar ook nog de Tiguilinta genoemd. Vanuit het hoogland van Fouta Djalon stroomt de rivier vervolgens westwaarts, langs de regiohoofdstad Boké tot bij Kanfarandé (Victoria) waar de rivier mondt in de Atlantische Oceaan. Tijdens en na het regenseizoen breekt de rivier uit haar bedding en creëert drasland en riviermoerassen. Aan de oevers en in dit drasland leven de volken van de Baga, de Landuma en de Nalu. Die laatste twee leefden van de export van pinda's.

## Incident aan de Rio Nunez
De Belgische koning Leopold I had in 1848 door bemiddeling van de Franse zakenman Abraham Cohen van de plaatselijke opperchef Lamina Towel een gebied verworven aan de oevers van de Rio Nunez, de Belgische kolonie aan de Rio Nunez. Hij kon dit gebied door de bestaande Britse en Franse aanspraken evenwel niet formeel in bezit nemen, wat een probleem was voor vestiging door Belgische kolonisten. Ook gebiedsuitbreiding in 1849 stroomopwaarts leidde tot conflicten. Zij werden toen aangevallen door een bepaalde fractie binnen de Landuma..Een bondgenootschap van Belgische en Franse marineschepen werd ingezet; de oorlogsschoener Louise Marie onder bevel van luitenant-ter-zee eerste klasse Joseph Van Haverbeke en de Franse korvetten La Recherche, onder bevel van kapitein Henri de la Tocnaye, en de La Prudente, onder commando van luitenant-ter-zee Charles de Kerhallet. De aanval begon op 24 maart 1849. De inlanders namen hun tegenstanders onder vuur met zowel Britse vuurwapens als met pijl en boog.
Het incident leidde tot parlementair onderzoek. Uiteindelijk liet Leopold I in 1858 zijn aanspraken en daarmee de geplande Belgische kolonie varen. Britse eisen om Franse of Belgische compensatie waren niet succesvol. De Fransen zouden met het neerplanten van hun fort te Boké in 1866 overgaan tot de bezetting van het gebied en bereikten in 1895 het hoogland van Guinée, de Fouta Djallon.